# پرفنازین
پرفنازین (به انگلیسی: Perphenazine) یک داروی ضد روانپریشی نسل اول از خانواده فنوتیازینها است. از نظر شیمیایی، آن را به عنوان پیپرازینیل فنوتیازین طبقه‌بندی می کنند. در اصل با نام تجاری تریلافون در ایالات متحده به بازار عرضه شد، برای ده‌ها سال است که مورد استفاده بالینی قرار گرفته‌است و تحقیقات و پژوهش های گسترده ای بر آن صورت گرفته است. پرفنازین تقریباً ده برابر قوی تر از کلرپرومازین آنتاگونیست(مسدود کننده) گیرنده دوپامین(D2) است این بدین معنا است که ده برابر قدرت ضد روانپریشی(ضد توهم و هذیان) بیشتری دارد.

## موارد مصرف
پرفنازین برای درمان انواع اختلالات سایکوتیک مانند اسکیزوفرنی به کار برده می‌شود. علاوه بر این، برای کنترل تهوع و استفراغ شدید نیز مورد استفاده قرار می‌گیرد.
در دوزهای پایین از آن برای درمان افسردگی آژیته (همراه با داروی ضد افسردگی) استفاده می‌شود. هنگام درمان افسردگی، پرفنازین به همان سرعتی که شرایط بالینی اجازه می‌دهد قطع می‌شود. پرفنازین هیچ فعالیت ضد افسردگی ذاتی ندارد. مطالعات متعدد نشان می‌دهد که استفاده از پرفنازین با فلوکستین (Prozac) در بیماران مبتلا به افسردگی سایکوتیک بسیار امیدوار کننده است، اگرچه فلوکستین در متابولیسم پرفنازین تداخل دارد و باعث بالاتر رفتن سطح پلاسمایی پرفنازین و نیمه عمر بیشتر می‌شود. در این ترکیب، اثر ضد استفراغ قوی پرفنازین باعث کاهش تهوع و استفراغ ناشی از فلوکستین و همچنین آژیتاسیون اولیه ناشی از فلوکستین می‌شود. هر دو عمل می‌تواند برای بسیاری از بیماران مفید باشد.
پرفنازین دارای خاصیت آرام بخش و ضد اضطراب است، و این دارو برای درمان بیماران سایکوتیک آژیته مفید است. از دیگر مصارف پرفنازین، درمان کوتاه مدت استفراغ تند بارداری است که در آن زنان باردار حالت تهوع و استفراغ شدید را تجربه می‌کنند. این مشکل می‌تواند به اندازه کافی شدید شود که بارداری را به خطر بیندازد. از آنجا که نشان داده شده‌است که پرفنازین تراتوژنیک نبوده و بسیار خوب عمل می‌کند، گاهی به صورت خوراکی با کمترین دوز مصرف می‌شود.

## مکانیسم اثر
پرفنازین همچون اغلب داروهای آنتی سایکوتیک گیرنده‌های دوپامینی را مهار نموده و اثر درمانی خود را با مهار این گیرنده‌ها در سیستم مزولیمبیک و مزوکورتیکال اعمال‌می‌نماید. همچنین سبب مهار گیرنده‌های آلفا آدرنرژیک و موسکارینی می‌گردد.

## مقدار مصرف
پرفنازین در حالاتی نظیر اسکیزوفرنی، مانیا و درمان کمکی کوتاه مدت اضطراب شدید، اغتشاشات روانی ـ حرکتی، هیجان و رفتارهای خطرناک ابتدا به میزان ۴ میلی گرم ۳ بار در روز تجویز و برحسب پاسخ‌دهی میزان مصرف حداکثر تا ۲۴ میلی گرم روزانه تنظیم می‌گردد. مقدار مصرف در افراد مسن نصف تا یک چهارم افراد بزرگسال است.

## عوارض جانبی
آثار خارج هرمی به خصوص دیستونی، به‌ویژه با مقادیر مصرف زیاد شایع‌تر بوده و در مصرف طولانی مدت دیسکینزی دیررس ممکن است بروز نماید.خشکی شدید حلق بخصوص هنگام فعالیت های بدنی و فیزیکی خواب آلودگی، سستی، کابوس شبانه، بیخوابی، بی‌ثباتی، افسردگی، خشکی دهان، یبوست، احتباس ادرار، بدتر شدن علائم منفی اسکیزوفرنی تاری دید و احتقان بینی از عوارض شایع دارو هستند.
یکی از عوارض شایع این دارو پارکینسونیسم است

### تداخلات دارویی
فلوکستین باعث سطح بالاتر پلاسمایی و نیمه عمر طولانی پرفنازین می‌شود، بنابراین کاهش دوز پرفنازین ممکن است ضروری باشد. پرفنازین با انجام چنین فعالیتی، عمل دپرسانت‌های مرکزی داروها را تسریع می‌کند (آرامش دهنده‌ها، خواب‌آورها، مواد مخدر، آنتی هیستامین‌ها، OTC - ضد استفراغ‌ها و غیره) کاهش دوز پرفنازین یا داروی دیگر ممکن است لازم باشد.
به‌طور کلی، تمام نورولپتیک‌ها ممکن است همراه با مواد مخدر ترامادول (اولترام) منجر به تشنج شوند. پرفنازین ممکن است نیاز انسولین بیماران دیابتی را افزایش دهد. میزان قند خون بیماران وابسته به انسولین را به‌طور مرتب در طول درمان طولانی مدت رصد کنید.